# 前田清長
前田 清長（まえだ きよなが、延享2年9月17日（1745年10月12日） - 寛政元年2月29日（1789年3月25日））は、江戸幕府の高家旗本。高家肝煎役・前田出羽守房長の長男。生母は青木縫殿頭直宥の女・紋。幼名は政太郎、通称式部。官位は従五位下侍従・隠岐守。高家前田家3代当主。
宝暦9年（1759年）5月15日、15歳の時に将軍徳川家重に御目見し、表高家に列した。安永2年（1774年）4月8日、父房長の隠居により家督を相続した。安永5年（1777年）7月4日、高家役となり、従五位下侍従・隠岐守に叙任された。京都御使、日光、久能山、三州瀧山御宮の御名代を務めた。寛政元年（1789年）2月29日死去、45歳。市ヶ谷・自證院に葬られた。法号は瑞華院感空遒應大居士。
正妻は牧野豊前守明成の女・岑。後妻は大森兵部少輔邦頼の女・信。後妻は遠藤下野守胤忠の養妹・鉄。長男珍長、三男松平図書頭康英、七男長皓（実兄珍長の養子）、八男松平康保ら7男2女[要出典]がいる。